# Sandown (Isola di Wight)
Sandown è un paese di 5 299 abitanti della contea dell'Isola di Wight, in Inghilterra.